# Tsewang Norbu
Tsewang Norbu (en tibetà: ཚེ་དབང་ནོར་བུ; Wylie: tshe dbang ni bu) (Nagpu, Tibet, 9 de febrer de 1996 – Lhasa, 25 de febrer de 2022) va ser un cantant tibetà. Fill de pare i mare músics, es va donar a conèixer com a concursant a l'espectacle de realitat Sing! China. El seu oncle Sogkhar Lodoe era pres polític. Norbu va morir el 25 de febrer de 2022 per autoimmolació, després d'haver-se incendiat a l'exterior del Palau de Potala a Lhasa. El Ministeri d'Afers Exteriors de la Xina va contestar als fets suggerint que el cantant encara podria estar viu.

## Trajectòria
Nascut el 9 d'octubre de 1996 a Nagqu, localitat situada a la Regió Autònoma del Tibet de la República Popular de la Xina, es va graduar a la Universitat del Tibet. El 2014 va participar en el programa de talents musicals China's Good Boy, produït per Guangdong Satellite TV, i va interpretar cançons tibetanes amb piano i veu, compostes per ell mateix al programa. Per aquest motiu va ascendir al top 12 de la Western Division i el Top 48 de tot el territori xinès, però més tard es va retirar de la competició i va rebutjar la invitació d'aquell moment a participar en el programa de talents musicals The Voice of China, també produït per Zhejiang Satellite TV. El 2017 va participar en l'espectacle de talents musicals Tomorrow's Son, produït per Tencent Video, i es va unir a la Shengshi Magic Track, i finalment va assolir un dels quatre primers llocs de la Shengshi Magic Track i el novè lloc a la final nacional. El 2019 va participar en l'espectacle de talents musicals Let's Band Together, produït per Youku, però va ser eliminat durant la competició. El 2021 va participar en el programa de talents musicals The Voice of China 2021, produït per Zhejiang Satellite TV, i es va unir a l'equip Naying, però va ser eliminat entre els vint-i-dos primers concursants.

## Mort
Va morir el 25 de febrer de 2022 per autoimmolació, després d'haver-se incendiat a l'exterior del Palau de Potala a Lhasa, antiga residència oficial del Dalai Lama. Va ser el 158è tibetà que va morir d'aquesta manera des del 2009. Les fonts inicials van afirmar que un tibetà havia cridat consignes a l'exterior del palau aquell matí i va intentar incendiar-se, però va ser aturat per la policia local i després detingut per les autoritats. En aquell moment es desconeixia la identitat, l'estat i el parador de la persona. Després de l'incident, la policia local va bloquejar les carreteres al voltant del Palau de Potala i les autoritats van enviar més soldats al lloc.
El 4 de març de 2022, fonts exteriors de la Xina van confirmar a través de registres locals que el suïcida era Norbu i que havia mort als 25 anys; la data i el lloc de la seva mort no es van poder confirmar immediatament, però. Els comptes de Weibo i Douyin de Norbu es van omplir amb un gran nombre de missatges de condol i, com a resultat, la funció de comentaris sobre aquests comptes es va desactivar. La seva darrera publicació a Weibo, escrita el dia de la seva mort, va expressar agraïment als seus fans pels seus comentaris i missatges sobre la seva cançó més recent. Les cançons de Norbu van ser eliminades de les plataformes musicals de la Xina continental. En aquesta mateixa línia, les autoritats xineses van suprimir les notícies sobre la seva autoimmolació i els seus articles de biografia a les enciclopèdies en línia xineses Baike Baidu i Sogou Baike no van esmentar cap informació sobre la seva mort.
Kelsang Gyaltsen Bawa, representant de l'Administració central tibetana a Taiwan, va assenyalar que la causa de la mort de Norbu era sospitosa i va demanar a la comunitat internacional que intervingués en la investigació de l'autoimmolació de Norbu.
El maig de 2022, el canal tibetà de Voice of America va informar que el pare de Norbu, Choegyen, es va suïcidar després de ser amenaçat i assetjat per la policia xinesa.